# Born to Be Bad (film, 1934)
Pour les articles homonymes, voir Born to Be Bad.
Pour plus de détails, voir Fiche technique et Distribution.
Born to Be Bad est un film américain de Lowell Sherman sorti en 1934.
Le film suit une mère célibataire qui abandonne son fils de 7 ans. Alors qu'il commence à avoir de mauvaises fréquentations, elle change d'avis.  

## Synopsis
Letty Strong est une escort-girl. Elle change de compagnon et de robe tous les soirs. 
Son fils, Mickey sèche régulièrement les cours et est sur une mauvaise voie. En réalité, sa mère, déçue par la vie, ne fait rien pour lui inculquer les bonnes manières et ne lui apprend qu'à être malhonnête, à rendre les coups, à frapper le premier. 
Les rappels à l'ordre de Fuzzy, le vieil homme qui l'a recueillie lorsqu'elle s'était retrouvée à la rue avec son fils et qui l'avait embauchée dans la librairie ne lui font plus effet. 
Un jour, l'enfant  turbulent joue à s'accrocher en patins à roulettes derrière un camion et est heurté par un véhicule. 
Mais le garçon s'en sort sans trop de mal. Sa mère pourtant se met à vociférer sur le conducteur du camion, Malcolm Trevor, qui se trouve être le directeur de la société de transport de lait. 
Letty voit ici un bon moyen de se faire de l'argent malhonnêtement. Elle met sur pied un plan avec son fils : celui-ci devra jouer la comédie au tribunal afin qu'une forte indemnisation leur soit versée. 
Mais le tribunal n'est pas dupe. Grâce à un film tourné sur l'enfant après l'accident et le montrant en parfaite santé, leur tentative échoue. 
Le juge, devant l'ignominie de cette femme, décide de lui retirer la garde de Mickey. 
C'est Malcolm, le directeur mis en cause qui, ne pouvant avoir d'enfant avec son épouse, propose de recueillir le jeune garçon. 
Les premiers pas dans la demeure du riche entrepreneur sont d'abord émaillés d'actes malhonnêtes. Mickey tente même un jour de s'enfuir en ayant dérobé l'argenterie et des objets de valeur du manoir. 
De plus, Malcolm autorise  sa mère, c'est-à-dire Dorothy, à venir le voir souvent puis à emménager dans le manoir. 
Afin de se venger, Dorothy, conseillée par son avocat, va aller jusqu'à faire la cour et draguer sans vergogne celui qui lui a offert l'hospitalité afin de le piéger et d'enregistrer ses déclarations à son insu, comme celui-ci l'a fait dans l'autre sens au moment du procès. 
Finalement, Dorothy tombera vraiment amoureuse de Malcolm et Malcolm lui déclarera sa flamme. 
Madame Trévor s'efface pour l'amour de son mari, car dit-elle "je n'ai pas pu lui donner d'enfant". 
Dorothy, émue d'une telle réaction, comprend enfin que tout ce qu'elle a fait jusqu'à présent était mal. 
Elle va voir son fils et lui explique que tout ce qu'elle lui a enseigné sur l'agressivité, la malhonnêteté était mal. Et son jeune garçon de répondre :"je suis heureux que tu t'en rendes compte maintenant". 
Elle serre une dernière fois son fils dans ses bras expliquant qu'elle doit quitter le domaine pour le bien-être de tous, laissant les Trévor éduquer Mickey. 
Dorothy retourne chez le vieil homme, Fuzzy, et demande si elle peut reprendre son travail à la librairie, ce que celui-ci lui offre très volontiers.

## Fiche technique
- Titre : Born to Be Bad
- Réalisation : Lowell Sherman
- Scénario : Ralph Graves, Harrison Jacobs
- Musique : Alfred Newman - non crédité (crédité au générique comme Music Director)
- Photographie : Barney McGill
- Montage : Maurice Wright
- Costumes : Gwen Wakeling
- Production : William Goetz
- Langue : anglais
- Date de sortie :
  - États-Unis : 18 mai 1934
- Selon le générique, le film est de 1933

## Distribution
- Loretta Young : Letty Strong
- Cary Grant : Malcolm Trevor
- Jackie Kelk : Mickey Strong
- Marion Burns : Mme Alyce Trevor
- Henry Travers : Fuzzy
- Paul Harvey : Brian - avocat
- Russell Hopton : Steve Karns
- Harry Green : Adolph - L'avocat de Letty

Acteurs non crédités :
- Charles Coleman : le valet des Trevor
- Etienne Girardot : J. K. Brown
- Claude King : Invité de la fête admirant Letty

## Autour du film
- Le film n'a pas de lien avec son homonyme de 1950.